# Элдермен, Фредерик
Фредерик Питт Элдерман (англ. Frederick Pitt Alderman; 24 июня 1905 — 15 сентября 1998) — американский легкоатлет, который специализировался в беге на короткие дистанции.

## Биография
Олимпийский чемпион в эстафете 4×400 метров (1928).
Эксрекордсмен мира в эстафете 4×400 метров.